# Corrado Balducci
Monseniorul Corrado Balducci (n. 11 mai 1923, Italia - d. 20 septembrie 2008, Roma, Italia) a fost un teolog romano-catolic din Curia Vaticanului, un prieten apropiat al Papei, exorcist pentru o lungă perioadă de timp la Arhiepiscopia din Roma și prelat al Congregației pentru Evanghelizarea Popoarelor și al Societății pentru propagarea credinței. El a scris mai multe cărți despre mesajele subliminale din muzica rock și metal, posesiunile diabolice și despre extratereștrii. Monseniorul Balducci a apărut de multe ori la televiziunea italiană pentru a vorbi despre satanism, religie și extratereștrii.

## Extratereștrii
Balducci a afirmat că s-a realizat deja contactul cu extratereștrii.

## Diavolul
Balducci a spus că: "Diavolul este un înger care a ales să devină rău , fiind înger [căzut] el este o ființă spirituală. Prin urmare, existența sa este un adevăr care nu poate fi demonstrat în mod direct, dar există aproape sigur deoarece se încadrează în faptele istorice complet documentate din Apocalipsă. Dacă Dumnezeu nu ar dezvălui acest adevăr, omul nu ar fi fost niciodată în stare să găsească o certitudine [sic!] a existenței demonilor și a îngerilor [...] Diavolul, fiind un înger, are o natură și abilități care sunt mult mai mari decât ale noastre, cu toate acestea, în timp ce îngerii își folosească puterile de dragul binelui, demoni le folosesc pentru scopuri rele și pervertite".

## Biserica romano-catolică și viața extraterestră
În ceea ce privește învățăturile Bisericii Catolice, el a subliniat că întâlnirile extraterestre "nu sunt demonice, nu sunt cauzate de afecțiuni psihologice și nu sunt nici cazuri de atașament față de entități, totuși aceste întâlniri merită să fie studiate cu atenție." El neagă zvonul că Vaticanul cercetează raportele privind întâlnirile cu extratereștrii din misiunile sale diplomatice din diferite țări.
Opiniile lui Balducci au fost întărite în 2008, când astronomul-șef al Vaticanului, José Gabriel Funes, a discutat cu presa, de asemenea, despre posibilitatea existenței vieții extraterestre.